# Max Meadows
Max Meadows is een plaats (census-designated place) in de Amerikaanse staat Virginia, en valt bestuurlijk gezien onder Wythe County.

## Demografie
Bij de volkstelling in 2000 werd het aantal inwoners vastgesteld op 512.

## Geografie
Volgens het United States Census Bureau beslaat de plaats een oppervlakte van
12,1 km², geheel bestaande uit land. Max Meadows ligt op ongeveer 687 m boven zeeniveau.

## Plaatsen in de nabije omgeving
De onderstaande figuur toont nabijgelegen plaatsen in een straal van 32 km rond Max Meadows.